# Vía XIX

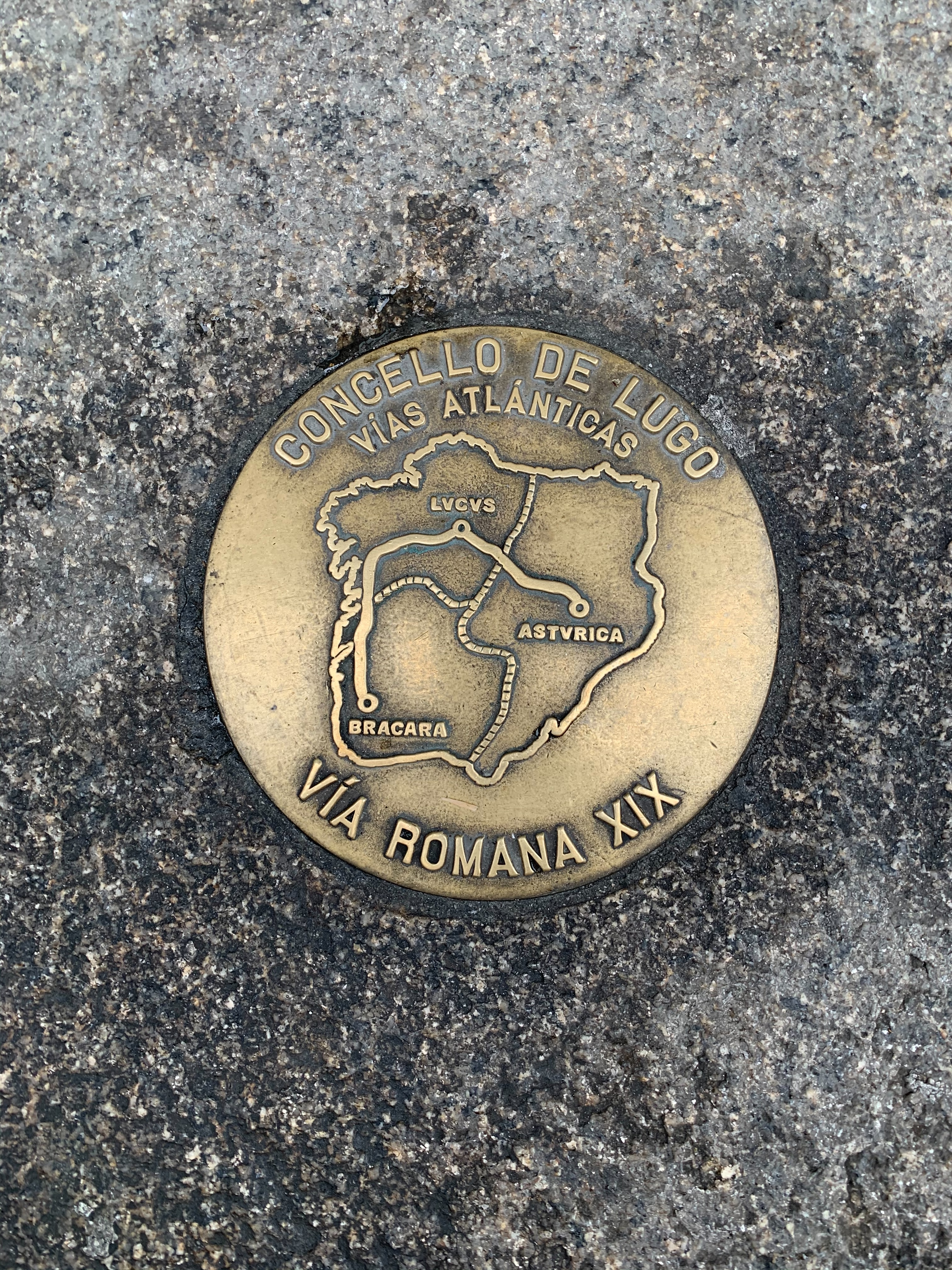
Placa en el suelo en el casco histórico de Lugo.

La Vía XIX era una calzada romana de la época de Augusto, descrita en el Itinerario de Antonino, que unía las ciudades de Bracara Augusta (Braga), Ponte de Lima, Tude (Tuy), Turoqua (Pontevedra), Aquis Celenis (Caldas de Reyes), Iria, Martiae, Lucus Augusti (Lugo) y Asturica Augusta (Astorga).